# 니콜라이 리 코스
니콜라이 리 코스(Nikolaj Lie Kaas, 1973년 5월 22일 ~ )는 덴마크의 배우이다.

## 출연 작품
- 브라더스
- 캔디데이트
- 미결처리반 Q: 믿음의 음모 - 칼 모크 역
- 라스트 킹: 왕가의 혈투 - 칼 역
- 미결처리반 Q: 순수의 배신 - 칼 역
- 라이더스 오브 저스티스 - 오토 역